# Michel Vergé-Franceschi
Pour les articles homonymes, voir Franceschi.
Michel Vergé-Franceschi, né le 28 octobre 1951 à Toulon, est un historien français, d'origine corse. Il est professeur des universités émérite, spécialiste de l'histoire de la marine française des XVIIe et XVIIIe siècles, ainsi que de l'histoire de la Corse.

## Biographie
Michel Vergé-Franceschi commence sa carrière dans l'enseignement comme professeur d'histoire-géographie dans le second degré de 1975 à 1986. Durant cette période, il soutient notamment sa thèse de doctorat d'histoire en 1980 à l'École des hautes études en sciences sociales, son sujet de thèse étant L'École royale de marine du Havre.
Il soutient ensuite une thèse de doctorat d'État ès lettres en 1987 à l'université de Paris-X - Nanterre intitulée Les Officiers généraux de la marine royale. Après cela, il dirige le laboratoire d'histoire maritime du CNRS - Paris-IV - Sorbonne - Musée national de la Marine et il enseigne comme professeur d'histoire moderne à l'université de Savoie à Chambéry de 1986 à 2000, puis comme professeur à l'université de Tours. Il est professeur émérite depuis 2019. Il a été président de la Société française d'histoire maritime jusqu'en 2005.
Michel Vergé-Franceschi a dirigé l'édition du Dictionnaire d'histoire maritime en 2002.
Il publie en 2005 Paoli, un Corse des Lumières qui est couronné par l'Académie française l'année suivante. Il est fait chevalier de l'ordre national du Mérite au Ministère de la Recherche en 2012. En 2014, il reçoit le prix Historia de la biographie pour Ninon de Lenclos, libertine du Grand Siècle.
Il est lauréat à quatre reprises de l'Académie française et de l'Académie des sciences morales et politiques.

## Publications
- La Royale : au temps de l'amiral d'Estaing  (préf. René de La Croix de Castries), Paris, la Pensée universelle, 1977, 309 p. (BNF 36275617), couronné par l’Académie française (prix Feydeau de Brou).
- Les officiers généraux de la marine royale : 1715-1774, origines, condition, services, Paris, Librairie de l’Inde, 1990, 3547 p., 7 volumes (ISBN 2-905455-04-7, BNF 37701367, lire en ligne).
- Marine et éducation sous l’Ancien Régime  (préf. Jean Meyer), Paris, éditions du CNRS, 1991, 471 p. (ISBN 2-222-04590-8, lire en ligne) (texte remanié de la thèse L'École royale de marine du Havre au XVIIIe siècle).
- Mes campagnes de mer sous Louis XIV : édition critique des mémoires du marquis de Villette-Mursay  (préf. François Bluche), Paris, Tallandier, 1991, 465 p. (ISBN 2-235-02047-X).
- Abraham Duquesne : huguenot et marin du Roi-Soleil  (préf. François Bluche), Paris, France-Empire, 1992 (réimpr. 2014), 439 p. (ISBN 2-7048-0705-1). Prix ACORAM 1993 ; prix Neptunia 1993 ; prix Meurand 1993.
- Henri le Navigateur (1394-1460)  (préf. Michel Mollat du Jourdin), Paris, Le Félin, 1994 (réimpr. 2000 et 2016), 450 p. (ISBN 2-86645-159-7).
- Histoire de Corse : le pays de la grandeur  (préf. Emmanuel Le Roy Ladurie), Paris, Éd. du Félin, 1996, 581 p., 2 volumes (ISBN 2-86645-221-6).
- La Marine française au XVIIIe siècle : guerres, administration, exploration, Paris, SEDES, coll. « Regards sur l'histoire » (no 114), 1996, 448 p. (ISBN 2-7181-9503-7) (cours pour le CAPES et l'agrégation).
- Sampiero Corso, 1498-1567 : un mercenaire européen au XVIe siècle, Ajaccio, A. Piazzola, 1999 (ISBN 2-907161-50-4) (prix du Livre corse 2000).
- Chronique maritime de la France d'Ancien Régime : 1492-1792  (préf. amiral Jean-Charles Lefebvre), Paris, SEDES, 1998, 786 p. (ISBN 2-7181-9188-0).
- Un prince portugais au XVe siècle : Henri le Navigateur, 1394-1460  (préf. Michel Balard), Paris, Le Félin, coll. « Histoire et sociétés », 2000, 255 p. (ISBN 2-86645-363-8).
- (pt) Um principe português : Henrique o navegador, A descoberta do mundo, Lisbonne, Instituto universitaire Piaget, 2000 (ISBN 978-9727713189).
- (dir.) Dictionnaire d'Histoire maritime, Paris, éditions Robert Laffont, coll. « Bouquins », 2002, 1600 p., 2 tomes (ISBN 2-221-08751-8 et 2-221-09744-0).
- Toulon, port royal : 1489-1789  (préf. amiral Jean-Noël Turcat), Paris, Tallandier, 2002, 329 p. (ISBN 2-84734-001-7).
- Colbert (1619-1683) : La politique du bon sens, Paris, Payot & Rivages, coll. « Biographie Payot », 2003 (réimpr. 2005), 532 p. (ISBN 2-228-89698-5 et 2-228-89965-8).
- Pascal Paoli : un Corse des Lumières, Paris, Fayard, 2005 (réimpr. 2011), 637 p. (ISBN 2-213-62469-0), couronné par l'Académie française (prix Georges Goyau).
- La Société française au XVIIe siècle : tradition, innovation, ouverture, Paris, Fayard, 2006, 463 p. (ISBN 978-2-213-63129-5) (cours pour le CAPES et l'agrégation).
- Napoléon, une enfance corse  (préf. Charles Napoléon (1950)), Paris, Larousse, 2009 (réimpr. 2014), 399 p. (ISBN 978-2-03-584584-9 et 978-2-03-590162-0).
- Ninon de Lenclos : libertine du Grand Siècle, Paris, Payot, coll. « Biographie Payot », 2013, 444 p. (ISBN 978-2-228-91048-4). Grand Prix Historia de la biographie, 2014.
- François Ier : roi de France et prince de la Renaissance, Paris, Larousse, coll. « Les dossiers de l'histoire », 2015, 95 p. (ISBN 978-2-03-591643-3).
- Une histoire érotique de Versailles : 1683-1789, Paris, Payot, 2015 (réimpr. 2017), 342 p. (ISBN 978-2-228-91341-6 et 978-2-228-91704-9), traduit en roumain, hollandais, espagnol, tchèque et russe.
- Pozzo di Borgo : l'ennemi juré de Napoléon  (préf. Jean Tulard), Paris, Payot & Rivages, coll. « Biographie Payot », 2016, 410 p. (ISBN 978-2-228-91651-6), prix de la Fondation Napoléon 2016 (prix Premier Empire).
- Surcouf : La fin du monde corsaire, Paris, Passés Composés, 2022, 352 p. (ISBN 978-2-37933-818-2). Prix de la Fondation Laurrain-Portemer 2023 de l'Académie des Sciences morales et politiques. Couronné par l'Académie de Marine, 2023.
- Les marins du Roi-Soleil, Paris, Perrin, 2023, 384 p. (ISBN 978-2-262-10015-5). Avec André Zysberg et Marie-Christine Varachaud.
- Charles Bonaparte, père de Napoléon Ier, Paris, Passés Composés, 2023, 352 p. (ISBN 978-2-37933-500-6). Prix du Mémorial de la ville d'Ajaccio, 2023.
- Une Histoire de l'identité corse des origines à nos jour, Paris, Éditions Payot & Rivages, 2023, 411p. (ISBN 978-2-228-93456-5). Petite bibliothèque Payot - Nouvelle éd. revue et actualisée
- Nostradamus (1503-1566), Alpha Histoire, Livre de poche, 2023, 255 p.
- La Corse, une autonomie en question, Paris, Passés composés, 2024, 149p. (ISBN 979-10-404-0743-0).
- Aux origines de la tête de Maure : Un roi, un esclave, un corsaire ou un saint ?, Ajaccio, Editions Albiana, 2024, 83p. (ISBN 978-2-8241-1304-3).

## Distinctions

### Décorations
- Chevalier de l'ordre national du Mérite (2012)
- Chevalier de l'ordre des Arts et des Lettres (2024)

### Principaux prix littéraires
- 1978 Lauréat de l'Académie française pour La Royale au temps de l'amiral d'Estaing, Prix Feydeau de Brou, Préface de René, duc de Castries, de l'Académie française.
- 1993 Lauréat du Prix ACORAM de l'Association Centrale des Officiers de Réserve de l'Armée de Mer pour Abraham Duquesne, marin huguenot du roi-soleil.
- 1993 Lauréat du Prix Meurand de la Société de Géographie de Paris pour Abraham Duquesne, marin huguenot du roi-soleil.
- 1993 Lauréat du Prix Neptunia du Musée national de la Marine (Palais de Chaillot), pour l'ensemble de l’œuvre.
- 2000 Lauréat du prix du Livre corse pour Sampiero Corso, un mercenaire européen au XVIe siècle.
- 2004 Lauréat de l'Académie des sciences morales et politiques, pour Histoire de Corse, Le pays de la Grandeur. Préface d'E. Leroy-Ladurie, de l'Institut.
- 2006 Lauréat de l'Académie française pour Paoli, un Corse des Lumières.
- 2010 Lauréat du Prix du Livre corse pour Le Voyage en Corse, Anthologie de voyageurs de l'Antiquité à nos jours, coll. « Bouquins ».
- 2011 Prix Antoine Francioni de l'Association culturelle Petre Scritte pour l'ensemble de l’œuvre.
- 2013 Médaille d'Or de la ville de Marseille pour Marseille, Histoire et Dictionnaire, coll. « Bouquins ».
- 2014 Lauréat du Grand prix Historia de la biographie pour Ninon de L'Enclos, libertine du Grand Siècle.
- 2014 Lauréat du Prix du Livre corse pour Jean Baldacci (1890-1914). A corps perdu. Une famille corse en deuil face à la guerre de 1914. Préface de Paul Silvani.
- 2016 Lauréat de la Fondation Napoléon 2016 (prix Premier Empire) pour Pozzo di Borgo, l'ennemi juré de Napoléon. Préface de Jean Tulard, de l'Institut.
- 2023 Lauréat de l'Académie des Sciences morales et politiques pour Surcouf, la fin du monde corsaire. (Couronné par l'Académie de Marine).
- 2023 Lauréat du Prix du Mémorial de la ville d'Ajaccio pour Charles Bonaparte, père de Napoléon.